# Ronde van het Groene Hart 2008
Il Ronde van het Groene Hart 2008, seconda edizione della corsa, valido come evento del circuito UCI Europe Tour 2008 categoria 1.1, fu disputato il 23 marzo 2008 per un percorso di 204,6 km. Fu vinto dal lituano Tomas Vaitkus, al traguardo in 4h 34' 44" alla media di 44,683 km/h.
Furono 116 i ciclisti che portarono a termine la competizione.

## Ordine d'arrivo (Top 10)
| Pos. | Corridore        | Squadra      | Tempo    |
| ---- | ---------------- | ------------ | -------- |
| 1    | Tomas Vaitkus    | Astana Team  | 4h34'44" |
| 2    | Wouter Weylandt  | QuickStep    | s.t.     |
| 3    | Bobbie Traksel   | P3 Transfer  | s.t.     |
| 4    | Niko Eeckhout    | Topsport Vl. | s.t.     |
| 5    | Elia Rigotto     | Milram       | s.t.     |
| 6    | Stefan van Dijk  | Mitsubishi   | s.t.     |
| 7    | Jürgen Roelandts | Silence      | s.t.     |
| 8    | Tom Veelers      | Skil-Shimano | s.t.     |
| 9    | Kristof Goddaert | Topsport Vl. | s.t.     |
| 10   | Mathew Hayman    | Rabobank     | s.t.     |